# Андрієвська Анжеліка Леонідівна
Андрієвська Анжеліка Леонідівна (нар. 4 липня 1965, Київ) — українська естрадна співачка (лірико-колоратурне сопрано). Лауреат головної нагороди Міжнародного Всесвітнього фестивалю в Італії «Музика світу» у номінації «Сольний спів» (2001), заслужений артист України (2002).

## Життєпис
Народилася 4 липня 1965 року в місті Києві (нині Україна) в сім'ї художника Леоніда Андрієвського. У 1979 році закінчила Київську музичну школу № 2 по класу фортепіано;. 1982 року — музичну школу по класу бандури та вокалу; 1994 року — Національну музичну академію імені Петра Чайковського, за фахом «оперна співачка».
Від 1994 року виступає із сольними концертними програмами в Україні та за кордоном.

## Творчість
У репертуарі понад сімдесят пісень на теми кохання, краси природи, суспільна лірика. Виконує пісні на слова Андрія Малишка (у тому числі «Пісню про рушник»), Дмитра Луценка, Бориса Олійника, Миколи Луківа, Ганни Чубач, Михайла Ткача, Тетяни Майданович, Станіслава Шевченка та інших сучасних авторів, на музику багатьох композиторів: Миколи Лисенка, Платона Майбороди, Ю. Мельничука, Л. Левченко (Бутуханової), В. Кияниці, Г. Володька, Лариси Остапенко.

## У мистецтві
У 2001 році олійний портрет співачки написала українська художниця Ніна Божко.